# Jacky Peeters
Pour les articles homonymes, voir Peeters.
Jacky Peeters, né le 13 décembre 1969 à Brée (Belgique), est un joueur de football international belge qui évoluait au poste de défenseur latéral droit. Depuis 2008, il s'est reconverti comme entraîneur.

## Carrière

### Débuts dans les divisions inférieures
Jacky Peeters effectue toute sa formation au SK Lozen, un petit club limbourgeois. En 1988, il rejoint Overpelt Fabriek, actif alors en Division 3. Le club est relégué un an plus tard en Promotion. Il intègre alors le onze de base de l'équipe et en devient un joueur essentiel, permettant au club de remporter le titre de champion dans sa série en 1991, synonyme de retour en troisième division. En 1993-1994, il remporte le premier tour final de Division 3 organisé, permettant à son club de remonter en Division 2. Toutefois, après six saisons à Overpelt, il est recruté par le KRC Genk, tout juste relégué en deuxième division.

### Découverte du haut niveau avec Genk
À Genk, Jacky Peeters s'impose rapidement comme un titulaire indiscutable au poste d'arrière droit. Après avoir échoué au tour final en 1995, le club termine vice-champion l'année suivante et est directement promu grâce à la faillite du RFC Seraing. Le joueur conserve sa place dans le onze de base après la promotion en Division 1 et est reconnu comme un des meilleurs arrières droits du pays. En 1998, il remporte la Coupe de 
Belgique contre le FC Bruges, inscrivant le quatrième but de son équipe en finale. Après avoir décroché ce trophée, il part pour l'Allemagne et rejoint l'Arminia Bielefeld, qui évolue en 2. Bundesliga, la deuxième division allemande, pour un montant évalué à 27 millions de francs belges, soit environ 660 000 €.

### Passage en Allemagne et premières sélections internationales
Jacky Peeters trouve rapidement ses marques dans le championnat allemand et s'impose à son poste de prédilection. Il participe ainsi activement à la conquête du titre de champion remporté en fin de saison. Grâce à ce sacre, il découvre la Bundesliga lors de la saison 1999-2000, durant laquelle il est appelé pour la première fois en équipe nationale belge. Malheureusement, le club est relégué en fin de saison et le joueur est autorisé à partir.

### Retour en Belgique, Coupe du monde 2002
Après avoir participé à l'Euro 2000, au cours duquel il ne joue que deux minutes, il revient en Belgique et s'engage avec La Gantoise. Il joue ses premières rencontres européennes avec les « Buffalos », en Coupe UEFA 2000-2001 contre l'Ajax Amsterdam, qui se soldent par deux défaites. Réserviste en équipe nationale belge durant les qualifications, il est titulaire lors de la phase finale de la Coupe du monde 2002, où la Belgique s'incline en huitièmes de finale face au Brésil. Il joue à Gand jusqu'en août 2004 puis décide après quatre matches de championnat de partir à Beringen Heusden-Zolder, relégué en Division 2 à la fin de la saison précédente.

### Fin de carrière et reconversion
À presque 35 ans, Jacky Peeters gagne sa place de titulaire en défense mais malgré les ambitions affichées par le club en début de saison et le recrutement de plusieurs joueurs expérimentés comme Davy Oyen, Davy Cooreman, Steve Laeremans ou Georges Arts, les résultats ne suivent pas et l'équipe termine loin du tour final. La saison suivante, des problèmes financiers viennent s'ajouter aux mauvais résultats et le club finit par se déclarer en faillite en mars 2006. Libre de contrat, Jacky Peeters termine la saison au Patro Eisden Maasmechelen
, en Promotion, où il reste jouer la saison suivante. En 2007, il est nommé entraîneur-adjoint du club, poste qu'il occupe pendant un an en continuant à jouer, avant de devenir « T2 » à temps plein dès juin 2008, après avoir mis un terme à sa carrière de joueur. En 2009, il est entraîneur principal durant quelques mois, puis il quitte le club.

## Palmarès
- Huitième-de-finaliste de la Coupe du monde 2002 avec l'équipe nationale belge.
- Vainqueur de la Coupe de Belgique en 1998 avec le KRC Genk.
- Champion de 2. Bundesliga en 1999 avec l'Arminia Bielefeld

## Statistiques
| Saison                | Club                      | Championnat           | Championnat | Championnat | Coupe nationale | Coupe nationale | Coupe de la Ligue | Coupe de la Ligue | Compétition(s) continentale(s) | Compétition(s) continentale(s) | Compétition(s) continentale(s) | Belgique | Belgique | Total | Total |
| Saison                | Club                      | Division              | M.          | B.          | M.              | B.              | M.                | B.                | Comp.                          | M.                             | B.                             | M.       | B.       | M.    | B.    |
| 1988-1989             | KVV Overpelt Fabriek      | Division 3            | 0           | 0           | 0               | 0               | 0                 | 0                 | -                              | 0                              | 0                              | 0        | 0        | 0     | 0     |
| 1989-1990             | KVV Overpelt Fabriek      | Promotion             | 26          | 1           | 2               | 0               | 0                 | 0                 | -                              | 0                              | 0                              | 0        | 0        | 28    | 1     |
| 1990-1991             | KVV Overpelt Fabriek      | Promotion             | 28          | 1           | 0               | 0               | 0                 | 0                 | -                              | 0                              | 0                              | 0        | 0        | 28    | 1     |
| 1991-1992             | KVV Overpelt Fabriek      | Division 3            | 30          | 2           | 0               | 0               | 0                 | 0                 | -                              | 0                              | 0                              | 0        | 0        | 30    | 2     |
| 1992-1993             | KVV Overpelt Fabriek      | Division 3            | 29          | 3           | 1               | 0               | 0                 | 0                 | -                              | 0                              | 0                              | 0        | 0        | 30    | 3     |
| 1993-1994             | KVV Overpelt Fabriek      | Division 3            | 30          | 3           | 3               | 0               | 0                 | 0                 | -                              | 0                              | 0                              | 0        | 0        | 33    | 3     |
| Sous-total            | Sous-total                | Sous-total            | 143         | 10          | 6               | 0               | 0                 | 0                 | -                              | 0                              | 0                              | 0        | 0        | 149   | 10    |
| 1994-1995             | KRC Genk                  | Division 2            | 39          | 4           | 3               | 0               | 0                 | 0                 | -                              | 0                              | 0                              | 0        | 0        | 42    | 4     |
| 1995-1996             | KRC Genk                  | Division 2            | 32          | 3           | 4               | 1               | 0                 | 0                 | -                              | 0                              | 0                              | 0        | 0        | 36    | 4     |
| 1996-1997             | KRC Genk                  | Division 1            | 31          | 2           | 4               | 0               | 0                 | 0                 | -                              | 0                              | 0                              | 0        | 0        | 35    | 2     |
| 1997-1998             | KRC Genk                  | Division 1            | 33          | 2           | 6               | 1               | 2                 | 0                 | C4                             | 4                              | 0                              | 0        | 0        | 45    | 3     |
| Sous-total            | Sous-total                | Sous-total            | 135         | 11          | 17              | 2               | 2                 | 0                 | -                              | 4                              | 0                              | 0        | 0        | 158   | 13    |
| 1998-1999             | DSC Arminia Bielefeld     | 2. Bundesliga         | 28          | 2           | 3               | 0               | 0                 | 0                 | -                              | 0                              | 0                              | 0        | 0        | 31    | 2     |
| 1999-2000             | DSC Arminia Bielefeld     | Bundesliga            | 29          | 1           | 2               | 0               | 0                 | 0                 | -                              | 0                              | 0                              | 6        | 0        | 37    | 1     |
| Sous-total            | Sous-total                | Sous-total            | 57          | 3           | 5               | 0               | 0                 | 0                 | -                              | 0                              | 0                              | 6        | 0        | 68    | 3     |
| 2000-2001             | KAA La Gantoise           | Division 1            | 31          | 1           | 1               | 0               | 0                 | 0                 | C3                             | 4                              | 0                              | 2        | 0        | 38    | 1     |
| 2001-2002             | KAA La Gantoise           | Division 1            | 30          | 0           | 1               | 0               | 0                 | 0                 | -                              | 0                              | 0                              | 8        | 0        | 39    | 0     |
| 2002-2003             | KAA La Gantoise           | Division 1            | 29          | 2           | 1               | 0               | 0                 | 0                 | -                              | 0                              | 0                              | 1        | 0        | 31    | 2     |
| 2003-2004             | KAA La Gantoise           | Division 1            | 25          | 0           | 2               | 0               | 0                 | 0                 | -                              | 0                              | 0                              | 0        | 0        | 27    | 0     |
| 2004-2005             | KAA La Gantoise           | Division 1            | 4           | 0           | 0               | 0               | 0                 | 0                 | -                              | 0                              | 0                              | 0        | 0        | 4     | 0     |
| Sous-total            | Sous-total                | Sous-total            | 119         | 3           | 5               | 0               | 0                 | 0                 | -                              | 4                              | 0                              | 11       | 0        | 139   | 3     |
| 2004-2005             | Beringen Heusden-Zolder   | Division 2            | 26          | 2           | 0               | 0               | 0                 | 0                 | -                              | 0                              | 0                              | 0        | 0        | 26    | 2     |
| 2005-2006             | Beringen Heusden-Zolder   | Division 2            | 22          | 0           | 1               | 0               | 0                 | 0                 | -                              | 0                              | 0                              | 0        | 0        | 23    | 0     |
| Sous-total            | Sous-total                | Sous-total            | 48          | 2           | 1               | 0               | 0                 | 0                 | -                              | 0                              | 0                              | 0        | 0        | 49    | 2     |
| 2005-2006             | Patro Eisden Maasmechelen | Promotion             | 6           | 1           | 0               | 0               | 0                 | 0                 | -                              | 0                              | 0                              | 0        | 0        | 6     | 1     |
| 2006-2007             | Patro Eisden Maasmechelen | Promotion             | 25          | 2           | 3               | 0               | 0                 | 0                 | -                              | 0                              | 0                              | 0        | 0        | 28    | 2     |
| 2007-2008             | Patro Eisden Maasmechelen | Promotion             | 18          | 0           | 3               | 0               | 0                 | 0                 | -                              | 0                              | 0                              | 0        | 0        | 21    | 0     |
| Sous-total            | Sous-total                | Sous-total            | 49          | 3           | 6               | 0               | 0                 | 0                 | -                              | 0                              | 0                              | 0        | 0        | 55    | 3     |
| Total sur la carrière | Total sur la carrière     | Total sur la carrière | 551         | 32          | 40              | 2               | 2                 | 0                 | -                              | 8                              | 0                              | 17       | 0        | 618   | 34    |

## Sélections internationales
Jacky Peeters est sélectionné pour la première fois en équipe nationale belge par Robert Waseige pour disputer un match amical contre les Pays-Bas le 4 septembre 1999, conclu sur un score exceptionnel de 5-5. Il est sélectionné pour participer à l'Euro 2000 mais il n'y jouera que les deux dernières minutes du match inaugural contre la Suède. Toujours dans le groupe pendant les éliminatoires de la Coupe du monde 2002, il ne joue que rarement, devant laisser la place de titulaire à Éric Deflandre. Il fait partie du groupe de 23 joueurs repris pour disputer la phase finale de la compétition, il débute contre toute attente le premier match du tournoi contre le Japon. Il joue finalement trois des quatre rencontres disputées par la Belgique durant ce tournoi, ne faisant l'impasse que sur la confrontation avec la Tunisie. Après le mondial, il joue encore une vingtaine de minutes d'un match amical contre la Pologne le 21 août 2002 pour ce qui constituera sa dernière apparition sous le maillot des « Diables Rouges », le nouveau sélectionneur Aimé Anthuenis lui préférant Éric Deflandre.
Le tableau ci-dessous reprend toutes les sélections de Jacky Peeters. Les matches qu'il ne joue pas sont indiqués en italique. Le score de la Belgique est toujours indiqué en gras.
| Date       | Compétition                                  | Adversaire | Lieu       | Score | Remarque |
| ---------- | -------------------------------------------- | ---------- | ---------- | ----- | -------- |
| 04/09/1999 | Match amical                                 | Pays-Bas   | Rotterdam  | 5-5   |          |
| 07/09/1999 | Match amical                                 | Maroc      | Liège      | 4-0   |          |
| 10/10/1999 | Match amical                                 | Angleterre | Sunderland | 2-1   |          |
| 13/11/1999 | Match amical                                 | Italie     | Lecce      | 1-3   |          |
| 23/02/2000 | Match amical                                 | Portugal   | Charleroi  | 1-1   |          |
| 03/06/2000 | Match amical                                 | Danemark   | Copenhague | 2-2   | 85e      |
| 10/06/2000 | Euro 2000 (1er tour, Groupe B)               | Suède      | Bruxelles  | 2-1   | 88e      |
| 14/06/2000 | Euro 2000 (1er tour, Groupe B)               | Italie     | Bruxelles  | 0-2   |          |
| 19/06/2000 | Euro 2000 (1er tour, Groupe B)               | Turquie    | Bruxelles  | 0-2   |          |
| 16/08/2000 | Match amical                                 | Bulgarie   | Sofia      | 1-3   | 46e      |
| 02/09/2000 | Éliminatoires Coupe du monde 2002 (Groupe 6) | Croatie    | Bruxelles  | 0-0   |          |
| 07/10/2000 | Éliminatoires Coupe du monde 2002 (Groupe 6) | Lettonie   | Riga       | 0-4   |          |
| 25/04/2001 | Match amical                                 | Tchéquie   | Prague     | 1-1   | 86e      |
| 05/09/2001 | Éliminatoires Coupe du monde 2002 (Groupe 6) | Écosse     | Bruxelles  | 2-0   |          |
| 10/11/2001 | Éliminatoires Coupe du monde 2002 (Barrages) | Tchéquie   | Bruxelles  | 1-0   |          |
| 14/11/2001 | Éliminatoires Coupe du monde 2002 (Barrages) | Tchéquie   | Prague     | 0-1   |          |
| 13/02/2002 | Match amical                                 | Norvège    | Bruxelles  | 1-0   | 84e      |
| 27/03/2002 | Match amical                                 | Grèce      | Patras     | 3-2   | 74e      |
| 14/05/2002 | Match amical                                 | Algérie    | Bruxelles  | 0-0   | 45e      |
| 18/05/2002 | Match amical                                 | France     | Paris      | 1-2   | 63e      |
| 26/05/2002 | Match amical                                 | Costa Rica | Kumamoto   | 1-0   | 46e      |
| 04/06/2002 | Coupe du monde 2002 (1er tour, Groupe H)     | Japon      | Saitama    | 2-2   |          |
| 10/06/2002 | Coupe du monde 2002 (1er tour, Groupe H)     | Tunisie    | Oita       | 1-1   |          |
| 14/06/2002 | Coupe du monde 2002 (1er tour, Groupe H)     | Russie     | Shizuoka   | 3-2   |          |
| 17/06/2002 | Coupe du monde 2002 (Huitièmes de finale)    | Brésil     | Kobe       | 2-0   | 72e      |
| 21/08/2002 | Match amical                                 | Pologne    | Szczecin   | 1-1   | 67e      |
| 07/09/2002 | Éliminatoires Euro 2004 (Groupe 8)           | Bulgarie   | Bruxelles  | 0-2   |          |